# سد وادي نمار
سد وادي نمار يقع جنوب منطقة الرياض في المملكة العربية السعودية.

## نبذة عن سد وادي نمار
يحتوي هذا المتنزّه على بحيرة صناعيّة وكورنيش وخدمات سياحيّة، ويُعتبر الأكثر جذباً للزوار والسيّاح في مدينة الرياض، إذ يتميّز بوجود بحيرة سدّ «وادي نمار» التي يبلغ طولها كيلومترين، وتبلغ مساحتها 200 ألف متر مربع، ويصل عمقها إلى نحو 20 متراً، حيث يستمتع الزوار بالجلوس حولها؛ كونها تُشكّل أحد المناظر الطبيعيّة الخلابة في الموقع، إضافة إلى دورها في تلطيف أجوائه.